# Jean-Pierre Ricard (cardinale)
Jean-Pierre Bernard Ricard (Marsiglia, 26 settembre 1944) è un cardinale e arcivescovo cattolico francese, dal 1º ottobre 2019 arcivescovo emerito di Bordeaux.

## Biografia
Jean-Pierre Ricard, prima di frequentare per un anno Lettres supérieures al liceo Thiers, compie gli studi secondari al liceo Saint-Charles et Périer di Marsiglia.
Riceve l'ordinazione sacerdotale il 5 ottobre 1968 a Marsiglia.
Nominato vescovo titolare di Pulcheriopoli e ausiliare di Grenoble il 17 aprile 1993, riceve la consacrazione episcopale il 6 giugno dello stesso anno.
Il 4 luglio 1996 viene nominato vescovo coadiutore di Montpellier, succedendo alla medesima sede vescovile il 6 settembre dello stesso anno.
Il 21 dicembre 2001 viene trasferito alla sede metropolitana di Bordeaux.
Vicepresidente della Conferenza Episcopale di Francia dal 1999, ne è eletto presidente il 6 novembre 2001. Rieletto nel 2004, rimane in carica fino al 2007.
Dal 2006 al 2011 è vice presidente del Consiglio delle conferenze episcopali d'Europa.
Nel concistoro del 24 marzo 2006 è creato cardinale da papa Benedetto XVI.
Prende parte come cardinale elettore al conclave del 2013, che elegge papa Francesco.
Il 1º ottobre 2019 papa Francesco accetta la sua rinuncia al governo pastorale dell'arcidiocesi di Bordeaux per sopraggiunti limiti d'età.
Il 26 settembre 2024 compie ottant'anni e, in base a quanto disposto dal motu proprio Ingravescentem Aetatem di papa Paolo VI del 1970, esce dal novero dei cardinali elettori e decade da tutti gli incarichi ricoperti nella Curia romana.

## Controversie
Il 7 novembre 2022 ammette di aver avuto comportamenti inappropriati nei confronti di una ragazza di 14 anni quando svolgeva le mansioni di parroco nel 1987.

## Genealogia episcopale e successione apostolica
La genealogia episcopale è:
- Cardinale Scipione Rebiba
- Cardinale Giulio Antonio Santori
- Cardinale Girolamo Bernerio, O.P.
- Arcivescovo Galeazzo Sanvitale
- Cardinale Ludovico Ludovisi
- Cardinale Luigi Caetani
- Cardinale Ulderico Carpegna
- Cardinale Paluzzo Paluzzi Altieri degli Albertoni
- Papa Benedetto XIII
- Papa Benedetto XIV
- Papa Clemente XIII
- Cardinale Marcantonio Colonna
- Cardinale Giacinto Sigismondo Gerdil, B.
- Cardinale Giulio Maria della Somaglia
- Cardinale Carlo Odescalchi, S.I.
- Vescovo Eugène de Mazenod, O.M.I.
- Cardinale Joseph Hippolyte Guibert
- Cardinale François-Marie-Benjamin Richard de la Vergne
- Vescovo Marie-Prosper-Adolphe de Bonfils
- Cardinale Louis-Ernest Dubois
- Arcivescovo Jean-Arthur Chollet
- Arcivescovo Héctor Raphaël Quilliet
- Vescovo Charles-Albert-Joseph Lecomte
- Cardinale Achille Liénart
- Cardinale Robert-Joseph Coffy
- Cardinale Jean-Pierre Ricard

La successione apostolica è:
- Vescovo Jean-Claude Hertzog (2002)
- Vescovo André Marceau (2004)
- Vescovo Hubert Marie Michel Marcel Herbreteau (2005)
- Vescovo Jacques André Blaquart (2006)
- Vescovo Stanislas Marie Georges Jude Lalanne (2007)
- Vescovo Marc Marie Max Aillet (2008)
- Vescovo Laurent Marie Bernard Dognin (2011)
- Arcivescovo Bertrand Lacombe (2016)